# Moscow on the Hudson
Moscow on the Hudson is een Amerikaanse film van Paul Mazursky die werd uitgebracht in 1984.
Deze tragikomedie was een van de meest succesvolle films van Mazursky.

## Verhaal
Het verhaal speelt zich af tijdens de vroege jaren tachtig tegen de achtergrond van de politieke repressie in de Sovjet-Unie. Het zijn de laatste jaren van de Koude Oorlog. Het verhaal begint op het ogenblik dat Vladimir Ivanoff een Fransman die net in New York is aangekomen erop wijst dat hij op de verkeerde bus zit. Hij vertelt hem ook hoe moeilijk het is voor een nieuwkomer wegwijs te worden in de stad. Dan begint Vladimir zich zijn eigen aankomst in New York te herinneren ...
Vladimir is een Russische saxofonist bij het Circus van Moskou dat op tournee is. Op een dag ontsnapt Vladimir in een grootwarenhuis aan de aandacht van de KGB en het FBI, hij wil immers niet meer terug naar huis. Hij wordt in bescherming genomen door een bewakingsagent van het warenhuis. Hij wordt ook verliefd op een verkoopster. Algauw wordt duidelijk dat zich aanpassen aan de Amerikaanse levenswijze niet evident is ...

## Rolverdeling
| Acteur                 | Personage               |
| ---------------------- | ----------------------- |
| Robin Williams         | Vladimir Ivanov         |
| María Conchita Alonso  | Lucia Lombardo          |
| Cleavant Derricks      | Lionel Witherspoon      |
| Alejandro Rey          | Orlando Ramirez         |
| Saveli Kramarov        | Boris                   |
| Elya Baskin            | Anatoly                 |
| Oleg Rudnik            | Yury                    |
| Aleksandr Benyaminov   | grootvader van Vladimir |
| Lyudmila Kramarevskaya | moeder van Vladimir     |
| Ivo Vrzal-Wiegand      | vader van Vladimir      |
| Natalya Ivanova        | Sasha                   |
| Tiger Haynes           | grootvader van Lionel   |
| Eyde Byrde             | moeder van Lionel       |
| Robert MacBeth         | schoonvader van Lionel  |
| Donna Ingram-Young     | Leanne                  |
| Olga Talyn             | Svetlana                |
| Aleksandr Narodetsky   | Leonid                  |
| Pierre Orcel           | de jonge Fransman       |